# Stadtturm (Berlin)
Der Stadtturm (Berlin) (auch: CentralTowerBerlin) ist ein in Planung[veraltet] befindliches Büro- und Geschäftshochhaus an der Jannowitzbrücke im Berliner Bezirk Mitte. Der 68 bis 115 Meter hohe Turm soll auf der Grundstücksfläche Holzmarktstraße 3–5 entstehen.

## Planung
Das gesamte Gebäudeensemble soll 50.000 Quadratmeter umfassen; davon entfallen 20.000 Quadratmeter auf den Stadtturm. Der Baubeginn für das von dem britischen Architekten David Chipperfield entworfene Hochhaus war zunächst für das Jahr 2020 geplant. Im Jahr 2021 wurde schließlich das Bebauungsplan-Verfahren eingeleitet. Im Jahr 2024 sprach sich der slowakische Investor HB Reavis dafür aus, den Turm auf 115 Meter zu erhöhen statt der ursprünglich geplanten 68 Meter.
Im obersten Stockwerk ist eine öffentlich zugängliche „Skybar“ vorgesehen.
Koordinaten: 52° 30′ 53,4″ N, 13° 25′ 8,4″ O